# 棟古茲河
51°32′41″N 55°01′44″E / 51.544737°N 55.028789°E
棟古茲河（羅馬化：Donguz），是俄羅斯的河流，位於該國西南部奧倫堡州，該河流屬於烏拉爾河的左支流，河道全長約95公里，流域面積1,240平方公里。